# Церковь Бога (Кливленд, Теннесси)
Це́рковь Бо́га (Кли́вленд, Теннесси́) — христианская пятидесятническая церковь. Ведёт работу в 180 странах мира и объединяет более 7 миллионов членов.
Администрация церкви находится в городе Кливленде (США, штат Теннесси).
С 1953 года решением Верховного суда Теннесси за церковью закреплено право называться «Церковь Бога». Географическая приставка (Кливленд, Теннесси) используется для того, чтобы отличать церковь от других объединений с подобным названием. В русском языке также используется вариант — Церковь Божия.

## История
Истоки движения восходят к 1886 году, что делает его старейшим пятидесятническим братством в США.

### Ранняя история
В 1886 году маленькая группа из восьми человек вышла из баптистской церкви Теннесси. Причиной выхода послужило распространение идей ландмаркизма — учения о невозможности получения спасения вне баптистской церкви. 19 августа 1886 года на встречи в Барни Крик (Теннесси) был организован Христианский Союз. Во главе новой общины стал бывший баптистский пастор Ричард Грин Сперлинг (1857—1935). В последующие годы Сперлинг организовал ещё три церкви в округе. Движение заявляло о стремлении создать церковь без каких-либо догм, движимую лишь «законом любви» и Святым Духом, как это было в раннем христианстве.
Летом 1896 года соседнее селение Кэмп-Крик (Северная Каролина) посетили проповедники движения святости. Шумные молитвенные богослужения, организованные ими в сельской школе, сразу же привлекли к себе внимание. Среди молящихся отмечалось говорение на языках, в том числе и среди детей. Новые духовные практики вызвали большие споры в обществе, баптистские и методистские лидеры осудили движение. Администрация школы отказала в дальнейшей аренде. Собрания перенесли в соседнее здание, превратив его в молитвенный дом. Однако недовольство и возмущение местного населения дошло до того, что новая церковь была разрушена и сожжена.
В мае 1902 года Сперлинг и баптистский диакон Уильям Брайант (1863—1949) оформили движение в «Святую Церковь в Кэмп-Крике». В следующем году руководителем общины был избран бывший квакер и книгоноша Американского библейского общества — А. Д. Томлинсон (1865—1943), ставший впоследствии видным служителем движения.

### Создание союза церквей

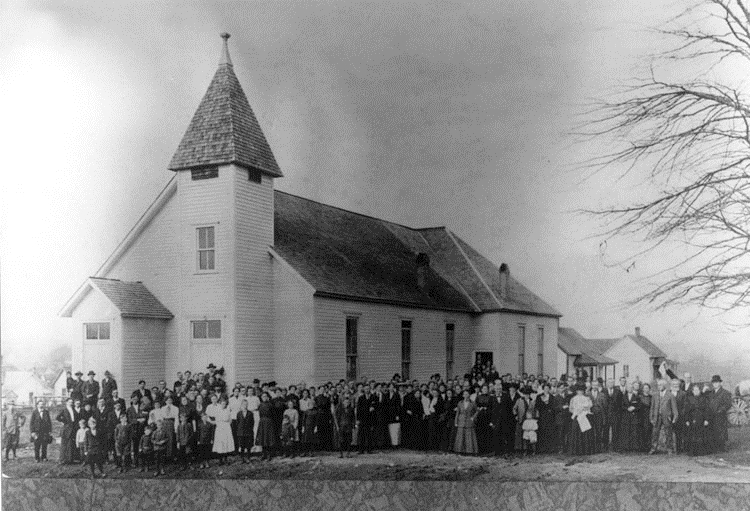
Генеральная Ассамблея Церкви Бога в 1913 году

В январе 1906 года в Кэмп-Крике состоялась первая Генеральная Ассамблея «Церквей восточного Теннесси, северной и западной Джорджии, Северной Каролины».
На встрече были рассмотрены вопросы, связанные с организацией нового союза, выказаны некоторые доктринальные позиции, осуждено табакокурение и утверждена практика омовения ног. Первое время в движении не было четкого понимания о говорении на иных языках. Лишь после встреч с очевидцами пробужения на Азуза стрит, практика говорения на иных языках оформляется доктринально. В 1907 году на очередной ежегодной встрече служителей было приняло название «Церковь Бога» (за основу были взяты цитаты из первого и второго послания Павла к Коринфянам). В 1909 году Томлинсон был избран первым генеральным председателем братства.
1 марта 1910 года вышел первый выпуск газеты «Вечерний свет». В 1911 году издание было переименовано в «Евангелие», которое является официальным изданием союза до сих пор.
По инициативе Томлинсона город Кливленд становится штаб-квартирой церкви. В 1918 году здесь создаётся Университет Ли (Lee University) — первое учебное заведение Церкви Бога.

### Дальнейшее распространение

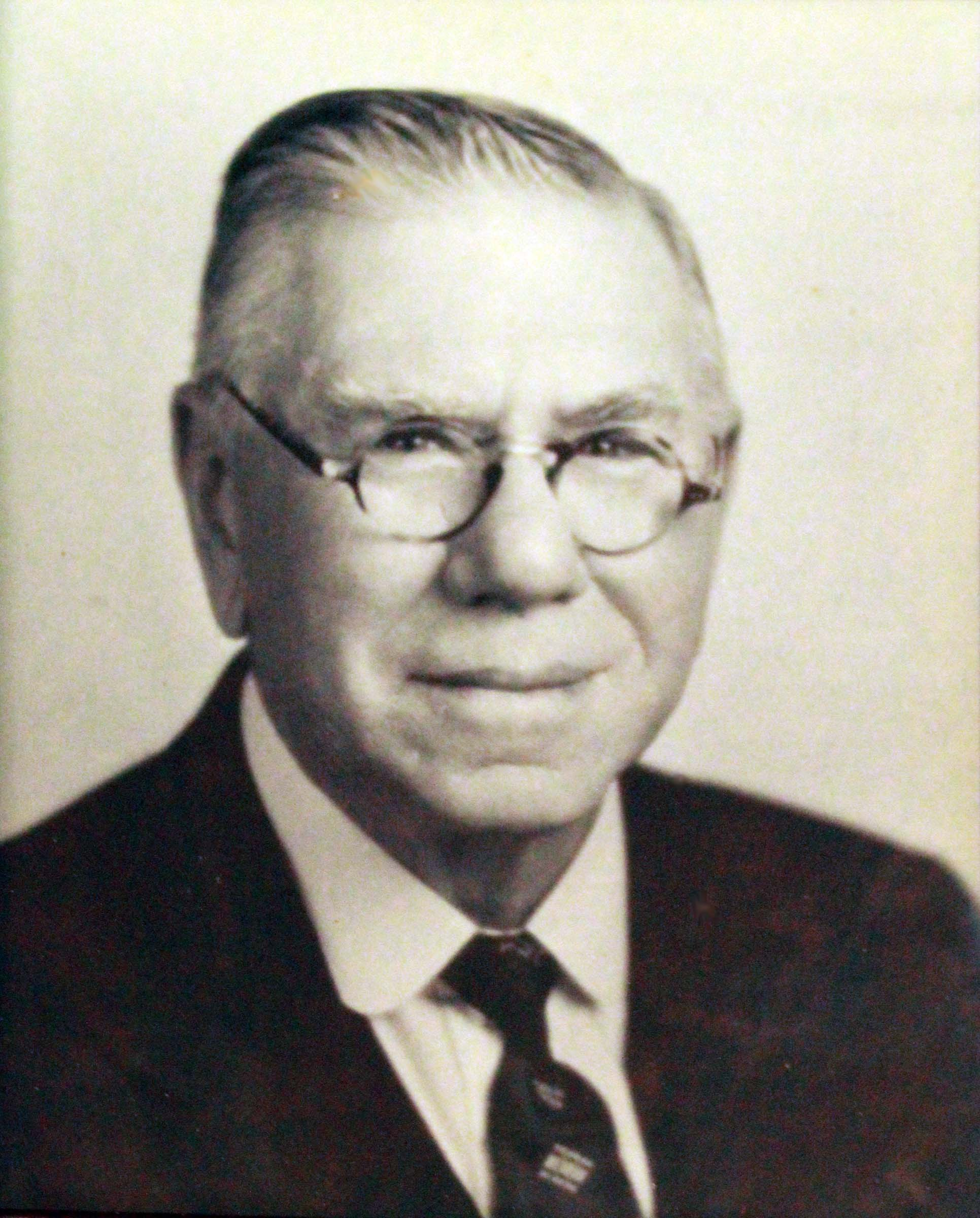
А. Д. Томлинсон — руководитель Церкви Бога в 1909-23 гг.

Под руководством талантливого администратора Томлинсона союз растет. Уже в 1909 году церковь посылает своих первых зарубежных миссионеров — Эдмонта и Ревекку Барр, которые возвращаются с миссией на родину — Багамские острова. В 1914 Церковь Бога начинает работу в Китае.
В 1922 году румынский баптист Георге Брадин из Арада получил по почте миссионерский буклет Церкви Божией. Буклет, содержавший описание пятидесятнических проявлений (Крещение Духом Святым и физические исцеления), весьма заинтересовал Брадина — его жена Сида была больна туберкулёзом. По утверждению самого Брадина, после молитвы женщина исцелилась. В том же году, через румынских эмигрантов, Брадин устанавливает контакт с Церковью Бога и начинает в Румынии Апостольскую Церковь Божию.
В июле 1923 года церковь пережила болезненный раскол — Томлинсон был отстранен от должности, покинул движение и создал Церковь Бога пророчеств. В 1936 году, в рамках празднования 50-летия церкви, руководитель зарубежных миссии Дж. Ингрэм провел мировое турне, посетив 31 страну. В результате несколько пятидесятнических союзов и миссионеров со всего мира присоединились к Церкви Бога. В 1951 году в состав союза входят пятидесятнические церкви Полного Евангелия в Южной Африке, в 1967 году — Вефильская церковь Индонезии. В 1980 году, с ослаблением коммунистического режима в Румынии, Церковь Бога восстанавливает контакты с Апостольской церковью Божией. В 1995 году был заключён альянс с Полноевангельской Церковью Вьетнама.

## Вероучение
В 1910 году были выработаны первые доктринальные позиции, оформленные в руководстве для служителей церкви. В 1948 году восемь тысяч делегатов церкви приняли 14 статей Декларации веры, которые остались неизменными до сих пор:
1. вера в богодухновенность Библии;
2. вера в триединство Бога;
3. вера в Иисуса Христа, Сына Божия;
4. вера в греховность людей;

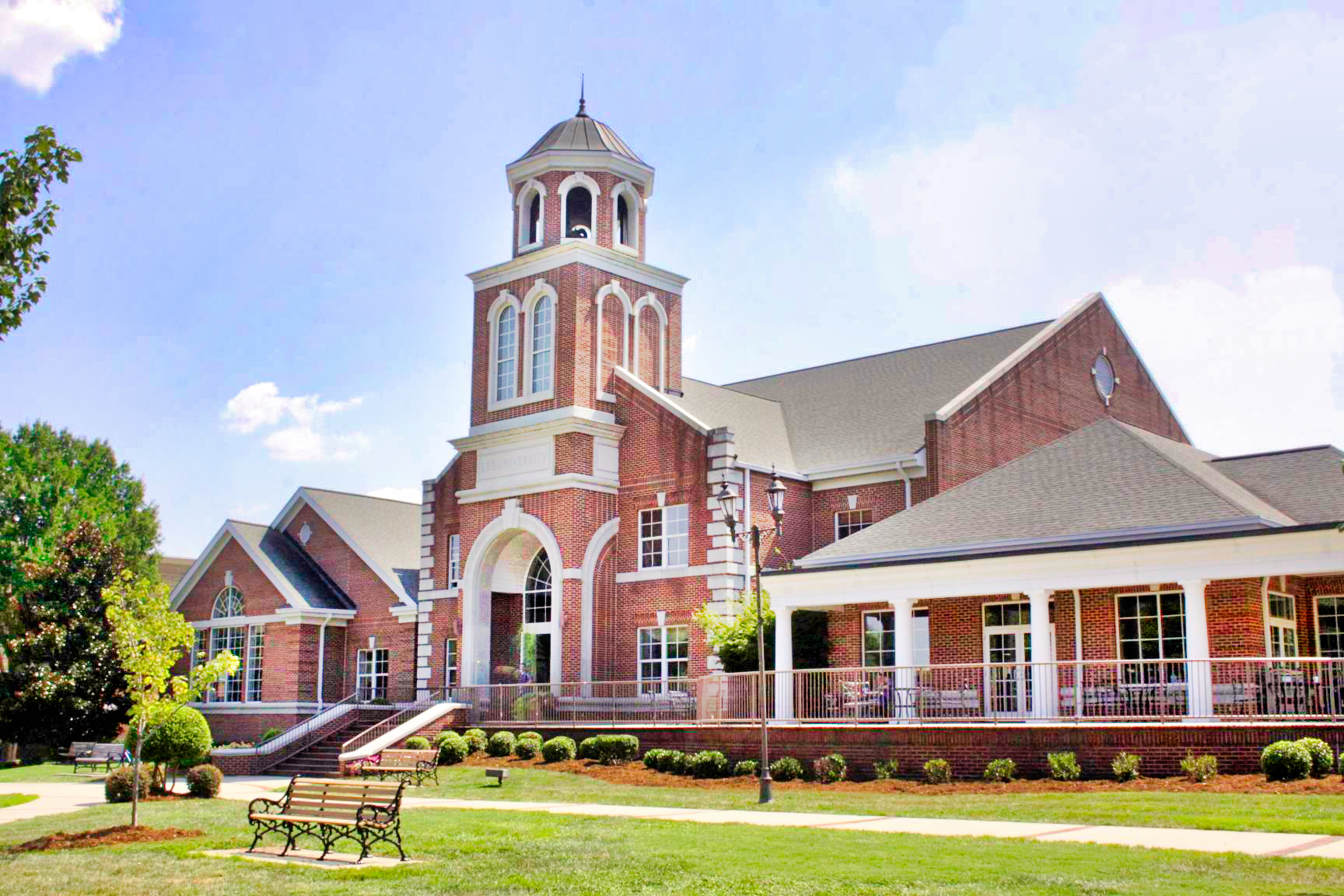
Один из корпусов Университета в Кливленде

5. вера в необходимость «рождения свыше»;
6. вера в освящение, как следующий этап после «рождения свыше»;
7. вера в Крещение Духом Святым;
8. вера в говорение на иных языках, как подтверждение Крещения Духом Святым;
9. вера в необходимость водного крещения;
10. вера в возможность физического исцеления;
11. вера в церковное таинство — Вечерю Господню и омовение ног;
12. вера во Второе пришествие Иисуса и Тысячелетнее Царство;
13. вера в вечную жизнь для праведников и вечное наказание для грешников.

Оставаясь евангельским консервативным братством, церковь подчеркивает стремление к нравственной чистоте, приоритет семьи, святость брака, умеренность во всем, скромность во внешнем виде, обязательство христиан быть примерными гражданами.
Первоначально церковь придерживалась строгого пацифизма. (Возможно, на позицию церкви сильно влияли взгляды Томлинсона — бывшего квакера). На сегодняшний день церковь по прежнему считает, что страны могут и должны урегулировать свои споры мирным путём. Однако, участие члена церкви на войне не повлияет на его членство в церкви.
В своей ранней истории Церковь Бога подвергалась влиянию разных радикальных групп. Так, в 1910 году Джордж Хенсли ввёл в некоторые церкви практику использования змей на богослужениях. После того, как Генеральная Ассамблея в 1920 году запретила подобный ритуал, небольшая группа общин вышла из союза и организовала Церковь Бога со знамениями.

## Современное состояние
Всемирное служение Церкви Бога разделено на 6 регионов:
| Регион            | Церквей | Служителей | Членов церкви |
| ----------------- | ------- | ---------- | ------------- |
| Африка            | 5602    | 4073       | 768000        |
| Азия/Океания      | 9652    | 3256       | 3327000       |
| Карибский регион  | 2172    | 2521       | 411000        |
| Европа            | 3542    | 1183       | 563000        |
| Латинская Америка | 9384    | 9436       | 764000        |
| Северная Америка  | -       | -          | 1100000       |

Крупнейшими национальными союзами Церкви Бога являются:

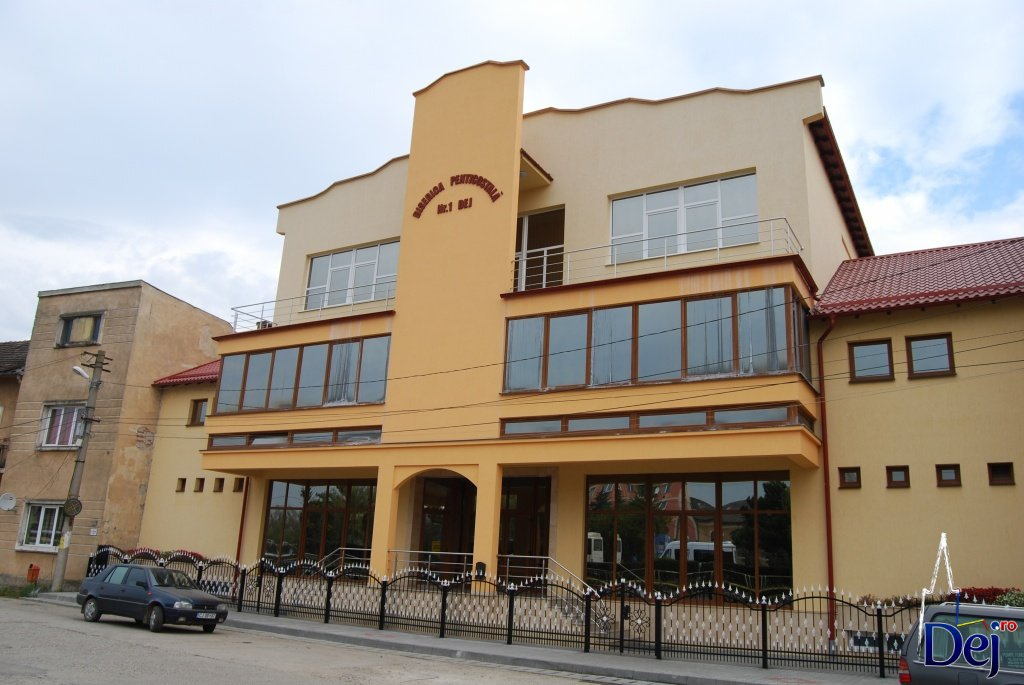
Церковь Бога в Румынии

1. Вефильская церковь Индонезии — 2,5 млн[11]
2. Церковь Бога (США) — 1,08 млн[12]
3. Апостольская церковь Румынии — 0,53 млн[8]
4. Церковь Бога на Гаити — 0,5 млн[13]
5. Полноевангельская церковь Бога (Индия) — 0,24 млн[14]
6. Божья Церковь Полного Евангелия в Гватемале — 0,22 млн[15]
7. Церковь Бога в Мексике — 0,1 млн
8. Церковь Бога на Ямайке — 0,1 млн[16]
9. Церковь Бога в Доминиканской Республике — 0,09 млн[17]

### Церковь Бога в России
С началом перестройки американские и немецкие служители Церкви Бога посещают Россию. Первоначально, они устанавливают контакт с т. н. «братством не регистрированных пятидесятников». Под руководством евангелиста Церкви Бога Карла Ричардсона в мае 1992 в Москве прошла конференция, объединившая разные пятидесятнические не регистрированные группы. В том же 1992 году московский пресвитер ОЦХВЕ Сергей Ряховский поступил в аспирантуру теологической семинарии Церкви Бога в Кливленде. Однако в 1994 году ОЦХВЕ прекратила контакты с Церковью Бога. Летом 1995 года ОЦХВЕ освободила С. Ряховского от служения и им была создана Российская Церковь Бога. Сегодня «Ассоциация христиан веры евангельской Церковь Божия» насчитывает в России 100 церквей и входит в РОСХВЕ.

### Церковь Бога на Украине
В 1989 году немецкий евангелист Руди Шепик установил контакт с независимой группой пятидесятников в городе Славянске. В 1992 году Шепик познакомил украинских служителей с Дитером Кноспе — руководителем Церкви Бога в Германии. Уже в следующем году пасторы пятидесятнических церквей Славянска, Новой Каховки, Горловки и Алчевска изъявили желание вступить в Международную Церковь Бога. Церковь Божия Украины зарегистрирована как самостоятельная религиозная организация. В 2010 году она объединяла 82 церкви и 5,4 тыс. верующих.

## Персоналии
- Геннадий Мохненко — епископ Церкви Божией Украины

### Церковь Бога в Беларуси
В 1999 году немецкий пастор- евангелист Руди Шепик установил контакт с пастором автономной церкви ХВЕ  “Христианский выбор”  Александром Мелюховым в городе Минске. В 2000 году  в Минск приехали епископ Церкви Божией Евро-Азии Дитер Кносспе и Руди Шепик. Состоялась встреча со всеми членами церкви, и было принято единодушное решение о присоединении Минской церкви «Христианский выбор» к Мировой интернациональной Церкви Божией.

### На русском
- Пучков П. И. Церковь Бога (Кливленд, Теннесси) // Народы и религии мира: Энциклопедия / Российская Академия наук. Институт этнологии и антропологии им. Н. Н. Миклухо-Маклая/ Гл. ред. В. А. Тишков. — М.: Большая Российская энциклопедия, 1998. — С. 864—865. — 928 с. — ISBN 5-85270-155-6.
- Церковь Бога (Кливленд, Теннесси) // Протестантизм: Словарь атеиста / Под общ. ред. Л. Н. Митрохина. — М.: Политиздат, 1990. — С. 293-294. — 319 с. — ISBN 5-250-00373-7.
- Церковь Бога (Кливленд, Теннесси) // Церкви в США / Ю.А. Замошкин, Д.Е. Фурман. — Выпуск 4. — М.: Печатно-множительная лаборатория Института США и Канады АН СССР, 1982. — С. 75-79. — 219 с. — (Справочник «Церкви в США»). — 200 экз.

### На английском
- J. Gordon Melton. Church of God (Cleveland, Tennessee) // Religions of the World, Second Edition A Comprehensive Encyclopedia of Beliefs and Practices / J. Gordon Melton and Martin Baumann. — 2-е. — Santa Barbara, California: ABC CLIO, 2010. — P. 2803-2806. — 3200 p. — ISBN 978-1-59884-203-6.
- C. W. Conn. Church of God (Cleveland, TN) // New International Dictionary of Pentecostal and Charismatic Movements, The / Stanley M. Burgess, Eduard M. Van Der Maas. — Grand Rapids, Michigan: Zondervan; Exp Rev edition, 2002. — С. 530-534. — 1328 с. — ISBN 0310224810.
- J. Gordon Melton. Church of God (Cleveland, Tennessee) // Encyclopedia of Protestantism. — Facts On File, Inc., 2005. — С. 153-154. — 628 с. — (Encyclopedia of World Religion). — ISBN 0-8160-5456-8.
- Randall Herbert Balmer. Church of God (Cleveland, Tennessee) // Encyclopedia of Evangelicalism. — Westminster John Knox Press, 2002. — P. 168-169. — 654 p. — ISBN 0664224091.
- Robert S. Ellwood, Gregory D. Alles. Church of God (Cleveland, Tennessee) // The Encyclopedia of World Religions. — второе, исправленное. — Infobase Publishing, 2007. — P. 93. — 514 p. — (Facts on File library of religion and mythology). — ISBN 978-0-8160-6141-9.
- Charles Wilson. Church of God (Cleveland, Tennessee) // Encyclopedia of Religion in the South / Samuel S. Hill, Charles H. Lippy, Charles Reagan Wilson. — второе, пересмотренное и исправленное. — Macon, Georgia: Mercer University Press, 2005. — P. 201-203. — 854 p. — ISBN 978-0-8655-4758-2.
- Larry G. Murphy, J. Gordon Melton, Gary L. Ward. Church of God (Cleveland, Tennessee) // Encyclopedia of African American Religions. — Routledge, 2013. — P. 162-163. — 288 p. — ISBN 978-1-1355-1338-2.